# تشارلز ويلينغ بيرد
تشارلز ويلينغ بيرد (بالإنجليزية: Charles Willing Byrd)‏ هو قاضي ومحامي أمريكي، ولد في 26 يوليو 1770 في Westover, Charles City County, Virginia ‏ في الولايات المتحدة، وتوفي في 25 أغسطس 1828.